# Legnagyobb aranyérme
2011 októberében a 113 éves Perth Mint elkészítette a világ legnagyobb aranyérméjét. Ezzel a rekord méretű érmével a történelmi múltú pénzverde átvette a vezetést a kanadai előtt. A 99,99%-os tisztaságú aranyból vert érme hivatalos ausztrál fizetőeszköz. A monumentális érme súlya 1 tonna.

## Története
Az érme majdnem 80 cm (31inch) átmérőjű és 12 cm (4,7inch) vastagságú. Ezekkel a méretekkel nyerte el a világ legnagyobb, legnehezebb és vitathatatlanul a legértékesebb aranyérméje címet. Ezzel egy új ikon jött létre.
A világ egyetlen 1 tonnás aranyérméjén Dr. Stuart Devlin AO CMG, mint Őfelsége II. Erzsébet brit királynő ékszerészének tervei alapján, egy klasszikus kenguru mintát ábrázol, ezzel követve a már jól bevált kenguru érme sorozatot. A másik oldalán az alkotmányos monarchiának számító Ausztrál Államszövetség uralkodója, II. Erzsébet királynő portréja látható.
A névértéke 1 000 000 ausztrál dollár, azonban a készítéskor felhasznált arany értéke megközelíti az 53,5 millió AUD értéket, ami közel 12 milliárd forintnak felel meg.
Az érme elkészítésről készült videót már több mint 145 000-szer megtekintették.  Ed Harbuz, a  Perth Mint vezérigazgatója a videóban elmondja, hogy milyen lehetetlennek tűnt a feladat megvalósítása, de a kihívás nagy volt, talán a legnagyobb. Hónapokig tartott mire elkészült.
A Perth Mint épületén belül található kiállítás évente több mint 100.000 látogatót vonz Ausztráliába.
Az egyik látványosság a kiállított 1 tonnás aranyérme.  Archiválva 2012. július 14-i dátummal a Wayback Machine-ben
Ez a videó bemutatja, hogyan készült el az érme.
http://www.1tonnegoldcoin.com/ Archiválva 2012. április 21-i dátummal a Wayback Machine-ben